# Anja Lek Paulsson
Anja Lek Paulsson, född 7 september 1982 i Malmö, är en svensk skådespelare. Paulsson har bland annat arbetat för Folkteatern i Göteborg, Turteatern, Strindbergs Intima Teater och Regionteatern Blekinge Kronoberg.

## Tv-roller
- 2021 – Tunna blå linjen, Marie

## Teater

### Roller (ej komplett)
| År   | Roll | Produktion                       | Regi                  | Teater                                        |
| ---- | ---- | -------------------------------- | --------------------- | --------------------------------------------- |
| 2019 |      | Ljusets Rike 2039 Lucas Svensson | Helena Sandström Cruz | Riksteatern/ Regionteatern Blekinge Kronoberg |